# 미치시타 다이키
미치시타 다이키(일본어: 道下 大樹, 1975년 12월 24일 ~ )은 일본의 정치인이다. 2007년 홋카이도의회 니시구 지역구 의원으로 3선을 지냈으며 2017년 10월 입헌민주당 후보로 총선거에 출마해 중의원 의원으로 당선되었고 2021년 제49회 일본 중의원 의원 총선거에 출마해 재선에 당선되었다.

## 젊은 시절
1975년 12월 24일 일본 홋카이도 신토쿠정에서 태어났다. 이후 도마코마이시, 야쿠모정, 루모이시, 아사히카와시 등으로 이사했다. 루모이 시에 살던 초등학교 6학년 때에는 아사히카와 스타루힌배 전국소년 경식야구대회에서 우승하였다. 초등학교 시절 우연히 만난 요코미치 다카히로와 같이 사진찍은 것을 계기로 정치가의 꿈을 키우게 되었다. 1991년 아사히카와 시립 게이호쿠 중학교를 졸업하고 1994년 홋카이도 아사히카와히가시 고등학교를 졸업하였다. 1998년에는 주오 대학 법학부 법률학과를 졸업하였다. 대학에서는 변론부에 들어가 대학생활협동조합연합회 학생위원장을 맡기도 했다.

## 정치경력
1998년부터 요코미치 다카히로 의원의 삿포로 사무소 비서를, 2006년부터는 요코미치의 공설제1비서가 되었다. 2007년 4월 일본 통일지방선거에서는 홋카이도 의회선거에 민주당 공천으로 삿포로 시 니시구 지역구에 출마하여 당선되었다. 이후 2011년, 2015년 지방선거에서도 같은 지역구에서 당선되었다. 2010년 참의원 선거에서는 홋카이도 선거구의 민주당 비례후보 2번으로 거론되기도 했다.
2016년 5월 요코미치 다카히로 의원이 은퇴를 발표하고 자신의 후계자 후보로 미치시타를 지명, 차기 총선에서 홋카이도 제1구의 민진당 공인후보로 결정되었다. 이후 2017년 9월 중의원 해산을 계기로 총선 출마를 위해 도의회 의원직을 사임하였다. 같은 달 민진당 양원총회에서 희망의 당 합류를 결정하였지만 미치시타는 헌법 및 안보정책의 견해차를 이유로 희망의 당에 공천 신청을 하지 않고 에다노 유키오 등의 잔류의원들이 결성한 입헌민주당 소속으로 출마하였다. 이후 10월 22일 총선거에서 자민당의 후나바시 도시미쓰 후보를 제치고 1위로 당선되었다.

## 정치 성향
아사히 신문 후보자 설문에 의하면 일본 헌법 개정에는 반대하지만, 삼대이념과 입헌주의를 지키면서 "시대에 대응하는 미래지향적인 헌법을 국민과 논의할 것"이라고 밝힌 바 있다. 일본 소비세 인상에 대해서는 소비가 위축될 것이라며 반대하는 입장이다. 홋카이도 전력의 도마리 원전은 안전 대책, 피난계획 훈련의 충실, 지자체와 주민 동의를 확보할 때까지 재가동하는 것을 반대한다.

## 개인정보
아내와 결혼했으며 딸을 세 명 두고 있다.

## 역대 선거 결과
|  | 0% |

|  | 0% |

|  | 0% |

|  | 53.48% |

|  | 45.33% |

## 참고
1. 1 2 3 4 5 6 7 8  “道下大樹プロフィール”. 《道下大樹》. 2017. 2021년 1월 20일에 원본 문서에서 보존된 문서. 2017년 10월 23일에 확인함.
2. ↑  毎日新聞「選挙：参院選　徳永氏が出馬表明　民主党公認で　／北海道」（2010年1月20日付北海道版21頁）
3. ↑  “「民進党から立候補したいが…」　北海道の予定者が“目隠し”ポスター前に会見　枝野氏との新党も選択肢”. 《産経新聞》. 2017.10.1 20:50. 2017년 10월 23일에 확인함.
4. ↑  朝日新聞「（小選挙区候補者アンケート：１）１～３区　衆院選　／北海道」（2017年10月16日北海道版朝刊26頁）